# FC Augsburg
Fußball-Club Augsburg 1907 e. V., thường được biết đến là FC Augsburg (phát âm tiếng Đức: [ɛfˌt͡seː ˈaʊ̯ksbʊʁk] ⓘ), là một câu lạc bộ bóng đá chuyên nghiệp Đức có trụ sở ở Augsburg, Bayern. FC Augsburg thi đấu ở Giải bóng đá vô địch quốc gia Đức, hạng đấu hàng đầu của hệ thống giải đấu bóng đá Đức. Đội bóng được thành lập với tên gọi Fußball-Klub Alemannia Augsburg vào năm 1907 thi đấu với tên gọi BC Augsburg từ 1921 đến 1969. Với hơn 27,000 thành viên, đây là câu lạc bộ bóng đá lớn nhất ở Schwaben Bayern.
Câu lạc bộ đã dành phần lớn lịch sử của nó thi đấu giữa các giải hạng hai và hạng ba, với sự thất vọng nổi bật vào đầu những năm 2000 khi Augsburg bị xuống hạng thứ tư trong hai mùa. Tuy nhiên, câu lạc bộ đã trải qua một sự đột biến sau thất bại này, và cuối cùng đã được thăng hạng Bundesliga lần đầu tiên vào năm 2011, và vẫn duy trì tại hạng này kể từ đó. Augsburg đã ra mắt cúp châu Âu ở UEFA Europa League 2015–16, lọt vào vòng 32 đội trước khi bị Liverpool loại.
Kể từ năm 2009, sân vận động của FC Augsburg là WWK Arena có sức chứa 30.660 chỗ. Augsburg duy trì sự cạnh tranh khốc liệt tại địa phương với Ingolstadt và TSV 1860 Munich. Các trận đấu giữa các câu lạc bộ này thường thu hút rất đông người xem, và trận đấu năm 1973 tại 1860 Munich đã lập kỷ lục khán giả mọi thời đại cho Sân vận động Olympic.